# Liste der Monuments historiques in La Nouaye
Die Liste der Monuments historiques in La Nouaye führt die Monuments historiques in der französischen Gemeinde La Nouaye auf.

## Liste der Bauwerke
| Bezeichnung      | Beschreibung | Standort | Kennzeichnung | Schutzstatus | Datum | Bild           |
| ---------------- | ------------ | -------- | ------------- | ------------ | ----- | -------------- |
| Friedhofskreuz   |              | (Lage)   | PA00090642    | Classé       | 1913  | weitere Bilder |
| Kirche St-Hubert |              | (Lage)   | PA35000059    | Inscrit      | 2014  | weitere Bilder |

## Liste der Objekte
- Monuments historiques (Objekte) in La Nouaye in der Base Palissy des französischen Kultusministeriums